# Crestyl
Crestyl je česká developerská a investiční společnost tvořená několika firmami sdruženými v holdingu, která působí na území Česka a od roku 2021 i v Polsku.
Kořeny firmy sahají do roku 1996, kdy byla založena společnost ICKM, která se pak v roce 2007 přejmenovala na Crestyl. Skupina Crestyl v současné podobě pak vznikla v roce 2005, kdy ji spolu s investiční skupinou GEM založil Omar Koleilat. Ten byl jejím CEO až do listopadu 2024, od kdy tuto roli převzal Simon Johnson. Omar Koleilat ale nadále zůstává vlastníkem. Společnost se v první fázi zaměřila na komerční nemovitosti v regionech. Od roku 2007 se ale stále více začala orientovat na pražské nemovitosti a soustřeďovat se zde na rezidenční projekty, následně pak zejména na multifunkční projekty kombinující bydlení, kanceláře, obchody a služby s důrazem na investice do veřejného prostoru.
V Praze je společnost spojena s několika velkými projekty – například se zástavbou části Libeňského ostrova projektem DOCK, který byl kompletně dokončen v roce 2022, s projektem Hagibor v sousedství metra Želivského, kde na vytvoření veřejného prostoru Crestyl najal architekta Michela Desvigne, či s projektem Savarin v sousedství Václavského náměstí. Ten zahrnuje rekonstrukci stávajících historických budov včetně barokního paláce Savarin a vznik úplně nového veřejného prostoru se zelení ve vnitrobloku a komerčními plochami. Autorem přestavby je oceňované studio Thomase Heatherwicka. V projektu Savarin se počítá i s umístěním Slovanské epopeje Alfonse Muchy. Do Brna pak Crestyl vstupuje s projektem Dornych, který nahradí bývalé Tesco v sousedství brněnského hlavního nádraží.
V roce 2018 byla společnost podle analýzy Deloitte mezi velkými developerskými společnostmi působícími v Česku společností, která prodávala byty s největší průměrnou podlahovou plochou – přes 106 m².
V roce 2012 Crestyl vedl reorganizaci zkrachovalé developerské společnosti ECM.